# Passo di Homs
Il Passo di Homs (in arabo: فتحة حمص) (chiamato anche passo di Akkar e conosciuto in arabo come al-Buqay'a) è un passo relativamente piatto lungo un corridoio vallivo che congiunge la valle del fiume Oronte con la costa meridionale della Siria. Soprannominato la porta della Siria, il valico separa i monti An-Nusayriyah e Jabal Zawiya dai monti del Libano e Anti-Libano. Il piccolo fiume Nahr al-Kabir scorre dal passo fino alla costa siriana ed al Mar Mediterraneo.
Per centinaia di anni, commercianti e invasori hanno trovato nel passo di Homs un'importante direttrice dalla costa verso l'interno del paese e verso altre parti dell'Asia perché fornisce l'accesso più facile tra la costa mediterranea e l'interno siriano.  Il valico è anche l'unico grande passaggio aperto tutto l'anno attraverso le catene montuose.
Oggi, l'autostrada e la ferrovia da Homs verso il porto libanese di Tripoli attraversano il passo. Anche un oleodotto che trasporta petrolio attraversa il divario.
Inoltre, il castello del Krak des Chevaliers si trova lungo il valico di Homs. Il castello fu costruito nel 1031 d.C. per proteggere il passaggio strategico durante la prima crociata e passò di mano più volte durante il resto delle crociate.